# Maurice Roy (journaliste)
Pour les articles homonymes, voir Roy et Maurice Roy.
Maurice Roy, né le 21 novembre 1929 à Lyon et mort le 11 décembre 2012 à Paris, est un journaliste et écrivain français.

## Biographie
Monté à Paris au début des années 1950, il entre à la société d'études et de documentation économiques, industrielles et sociales (SEDEIS), que présidait Bertrand de Jouvenel. Il en sera nommé secrétaire général et rédacteur en chef des publications (1954-1964).
Restant dans le domaine économique mais se consacrant à un journalisme actif, il entre à L'Express en 1964 en qualité de chef du service économique, appelé par Jean-Jacques Servan-Schreiber et Françoise Giroud pour transformer l'hebdomadaire en "news magazine". Mélomane passionné, Maurice Roy a également assuré la critique  de disques de "La Revue des deux Mondes" durant quatorze ans (1954-1968). Simultanément de 1969 à 1972, il est aussi éditorialiste à France Inter. Il restera à L'Express jusqu'en 1972 avant de devenir l'un des fondateurs du Point avec, notamment, Olivier Chevrillon, Claude Imbert, Jacques Duquesne, Pierre Billard, Georges Suffert et Robert Franc.
Chef du service économique, puis rédacteur en chef, il quitte Le Point en 1986.
Élu par ses confrères au bureau de l'Association des Journalistes Économiques et Financiers (A.J.E.F.), il en fut, durant plusieurs années, le vice-président.

## Publications
Il a publié un certain nombre d'ouvrages, d'histoire et de doctrine économiques :
- 1929, la Grande Crise (Denoël, 1969) ;
- Les Commerçants (Seuil, 1971) ;
- Théorie générale de Keynes (Hatier, 1972) ;
- Vive le capitalisme (Plon, 1977) ;
- 1929-1979, D'une crise l'autre (Simoën, 1978) ;
- Découverte de l'entreprise (Hatier, 1981) ;
- 50 ans qui ont changé l'entreprise.1938-1988 (Centre des jeunes dirigeants d'entreprise, 1988).

## Ses convictions
Convaincu de l'efficacité incomparable de l'économie de marché et de la libre entreprise.

## Galerie

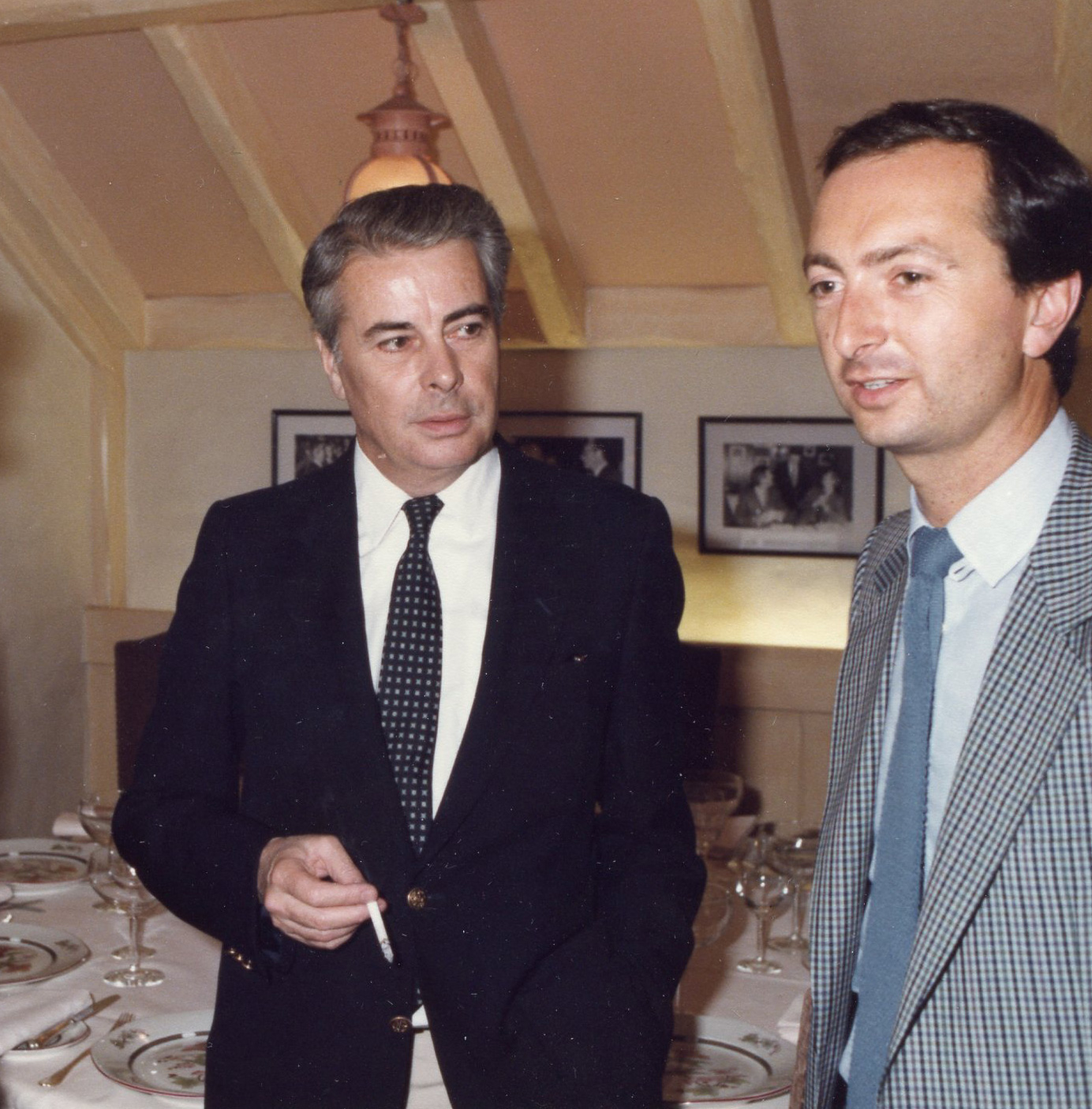
Maurice Roy avec Michel-Édouard Leclerc.
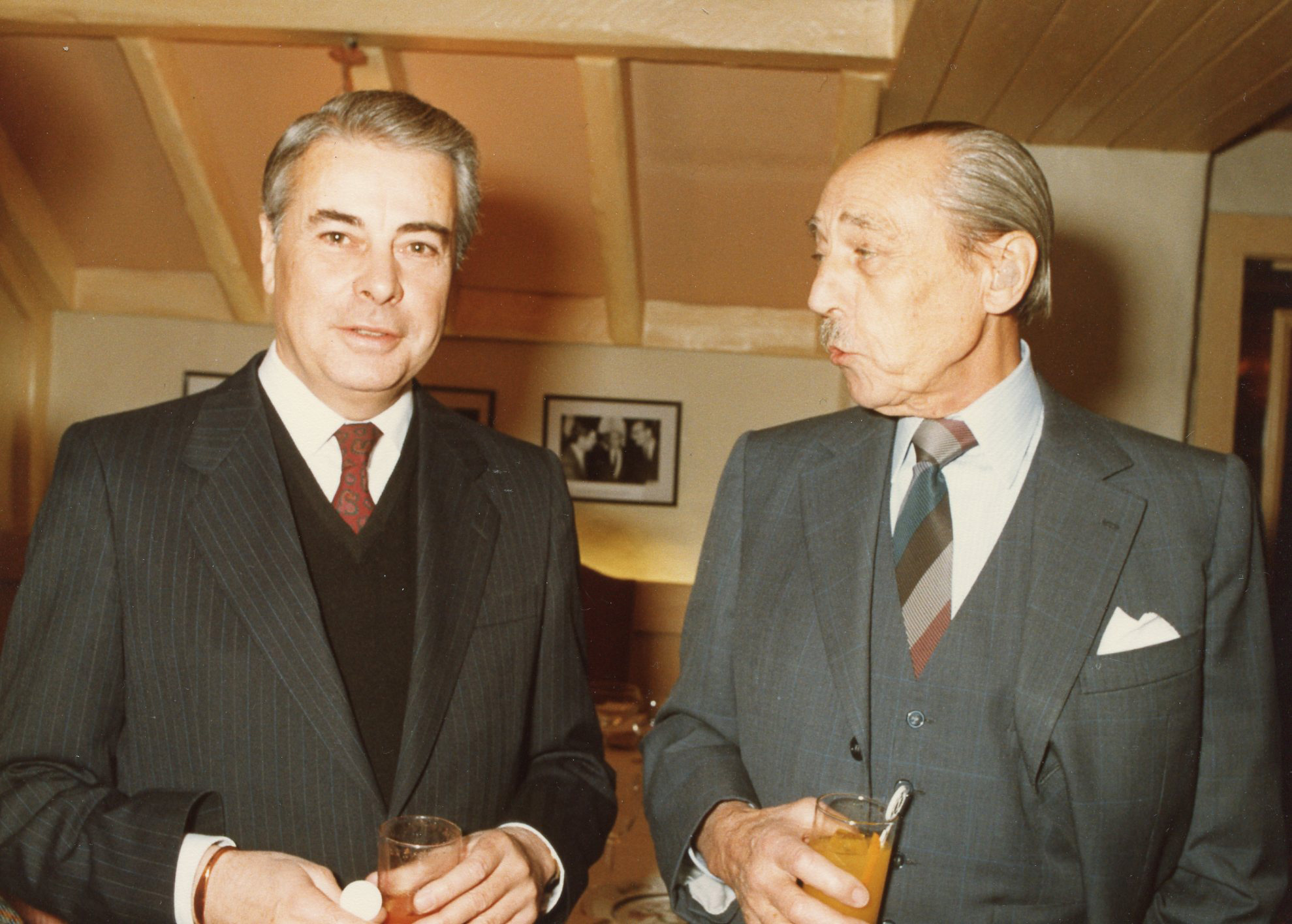
Maurice Roy avec le comte de Paris Henri d'Orléans.